# Agustín Sánchez Vidal
Agustín Sánchez Vidal (Cilleros de la Bastida, Salamanca, 1948), és un catedràtic d'història del cinema de la Universitat de Saragossa, assagista, guionista i novel·lista.

## Vida i obra
La seva joventut transcorre en Logronyo, traslladant-se posteriorment a Saragossa per estudiar Filosofia i Lletres, on va impartir classes de Literatura espanyola i a partir de 1991 d'Història del Cinema i Altres Mitjans Audiovisuals, càtedra de nova creació que va obtenir aquest any.
El 1974 es va doctorar amb una tesi sobre Miguel Hernández, que publicaria dos anys més tard amb el títol de Miguel Hernández desamordazado y regresado. Més endavant, el 1986, va aportar materials de difícil accés o inèdits de l'epígon de la generació del 27, com el seu Epistolario, els seus drames El torero más valiente i La tragedia de Calisto, i proses inèdites. També va publicar treballs sobre Joaquín Costa, entre els quals destaquen l'aparició el 1981 de la novel·la inacabada de l'escriptor regeneracionista Justo de Valdediós.
En 1980 viatja a Mèxic per preparar amb Luis Buñuel l'edició de l'obra literària del cineasta. D'aquí va sorgir Luis Buñuel, obra literària (1982), després del qual seguirien fecunds estudis sobre l'obra cinematogràfica de Buñuel, de qui Sánchez Vidal s'ha convertit en un dels seus majors estudiosos. A aquesta labor pertanyen Luis Buñuel, obra cinematográfica (1984), Vida y opiniones de Luis Buñuel (1985), Luis Buñuel (1992) y El mundo de Luis Buñuel (1993).
En aquesta línia va emprendre el projecte d'elaborar importants monografies sobre els directors de cinema aragonesos, els Jimeno (pioners del cinema espanyol), Chomón, Florián Rey, Forqué, Borau i Saura, amb els seus llibres El cine de Carlos Saura (1988), Borau (1990), El cine de Florián Rey (1991) i El cine de Segundo de Chomón (1992). En 1994 escriu Los Jimeno y los orígenes del cine en Zaragoza i en 1997 apareix El Siglo de la Luz, que dissecciona la història del cinema a Saragossa des dels seus orígens fins als nostres dies. El mateix any apareix la seva Historia del cine, un manual de divulgació per a tots els públics, fruit de la seva llarga experiència acadèmica i investigadora en aquesta matèria.
En 1988 va obtenir el prestigiós premi d'assaig «Premi Espejo de España» de l'editorial Planeta amb el treball Buñuel, Lorca, Dalí: el enigma sin fin. En 1990 un altre sorprenent assaig, Sol y sombra, analitza objectes quotidians com el futbolí, l'obrellaunes, l'etiqueta d'Anís del Mono o les ulleres de sol, indagant els seus orígens i influència social; el llibre està escrit amb un estil àgil i informal, però no exempt de rigor acadèmic. En 1999 recull els seus articles periodístics en el llibre El rabo por desollar.
Com a especialista en la convivència de Buñuel, Lorca i Dalí des de l'època de la Residencia de Estudiantes, i amic de Carlos Saura, col·labora en la redacció del guió de la pel·lícula que Buñuel va dirigir sobre ells, Buñuel y la mesa del rey Salomón en 2001.
La seva primera novel·la, La llave maestra (2005) és una intriga d'espionatge i aventures que transcorre en dos temps: el segle xvi de Felip II i el XXI que utilitza una documentació exhaustiva tant de la història com de les últimes teories científiques. En 2008 va guanyar el premi Primavera de novel·la amb la seva segona ficció, Nudo de Sangre. En 2016 va publicar Viñetas.

## Guardons
- 1988. Premi Espejo de España d'assaig per Buñuel, Lorca, Dalí: el enigma sin fin.
- 2008. Premi Primavera de Novel·la per Nudo de Sangre.[7]
- 2016. Premi de les Lletres Aragoneses pel conjunt de la seva obra.